# Umuahia
Umuahia er en by i Nigerdeltaet i det sydøstlige Nigeria. Den har omkring 200.000 indbyggere (anslået i 2006) og er administrativ hovedby for delstaten Abia. Umuahia ligger ved jernbanelinjen mellan Port Harcourt og Enugu, der blev oprettet i 1916. Hovederherv er landbrug, med avl af yams, kassava, majs, taro, citrusfrugter og palmeolie. 
Umuahia var fra 28. september 1967 til 22. april 1969 hovedstad for Biafra, en kortlivet udbryderstat som eksisterede i nogle år i slutningen af 1960'erne.
5°32′N 7°29′Ø / 5.533°N 7.483°Ø